# Pasquin (Fielding)
Pasquin (Pasquin: A Dramatick Satire on the Times: Being the Rehearsal of two Plays, viz. A Comedy call'd, The Election; and a Tragedy call'd, The Life and Death of Common Sense, en anglais) est une pièce de théâtre d'Henry Fielding de 1736. La pièce, un succès éclatant, a contribué à faire de lui l'un des dramaturges les plus en vogue en Angleterre dans les années 1730.

## Présentation
Pasquin est une satire, chargée d'échos politiques,,, mettant en scène - comme le titre complet l'annonce avec détail - la répétition de deux pièces, une tragédie et une comédie,.